# Goniothalamus montanus
Goniothalamus montanus este o specie de plante din genul Goniothalamus, familia Annonaceae, descrisă de James Sinclair. A fost clasificată de IUCN ca specie vulnerabilă. Conform Catalogue of Life specia Goniothalamus montanus nu are subspecii cunoscute.